# Saint Kitts e Nevis ai Giochi della XXXIII Olimpiade
Saint Kitts e Nevis ha partecipato ai Giochi della XXXIII Olimpiade, svoltisi a Parigi dal 26 luglio all'11 agosto 2024, con una delegazione di 3 atleti, 2 uomini e una donna, in 2 discipline.

## Delegazione
| Sport            | Uomini | Donne | Totale |
| ---------------- | ------ | ----- | ------ |
| Atletica leggera | 1      | 1     | 2      |
| Nuoto            | 1      | 0     | 1      |
| Totale           | 2      | 1     | 3      |

## Risultati

### Atletica leggera
| Q | Qualificato al turno successivo per la posizione in qualificazione                                                           |
| q | Qualificato per il turno successivo per ripescaggio o, negli eventi su campo, conquistando la misura minima per qualificarsi |

Eventi su pista
| Atlta                | Evento                | Preliminare | Preliminare | Batterie  | Batterie  | Semifinale      | Semifinale      | Finale          | Finale          |
| Atlta                | Evento                | Risultato   | Posizione   | Risultato | Posizione | Risultato       | Posizione       | Risultato       | Posizione       |
| -------------------- | --------------------- | ----------- | ----------- | --------- | --------- | --------------- | --------------- | --------------- | --------------- |
| Naquille Harris      | 100 m piani           | 10.33       | 1 Q         | 10.38     | 7         | non qualificato | non qualificato | non qualificato | non qualificato |
| Zahria Allers-Liburd | 100 m piani femminili | 11.73       | 1 Q         | 11.89     | 8         | non qualificato | non qualificato | non qualificato | non qualificato |

### Nuoto
| Atleta       | Evento            | Batterie | Batterie  | Semifinale      | Semifinale      | Finale          | Finale          |
| Atleta       | Evento            | Tempo    | Posizione | Tempo           | Posizione       | Tempo           | Posizione       |
| ------------ | ----------------- | -------- | --------- | --------------- | --------------- | --------------- | --------------- |
| Troy Nisbett | 50 m stile libero | 28.71    | 69        | non qualificato | non qualificato | non qualificato | non qualificato |

Le qualificazioni per gli ultimi round (Q) di tutti gli eventi sono state decise solo in base al tempo, pertanto le posizioni mostrate sono i risultati complessivi rispetto ai concorrenti in tutte le batterie.